# Little Voice
«Little Voice» (Pequeña voz), es el cuarto y último sencillo promocional del álbum debut Metamorphosis de Hilary Duff, fue lanzada en Australia el 15 de junio de 2004 por Buenavista Records y Disney. La canción trata sobre "una pequeña voz" (su conciencia) que le dice qué cosas debe y cuales no, ayudándola a tomar decisiones. 

## Información de la canción
Little Voice fue nominada a los MTV TRL Awards como mejor canción de fiesta, a un Nickelodeon Kids Choice Awards y a un ABC Kids Choice Awards a la categoría Canción Groovy!, este último es el único premio que logra ganar. La canción fue lanzada el 10 de junio de 2004 en Radio Airplay y logra ser jugada tan solo por 132 estaciones de radio en todo el mundo.

## Video
El video que fue usado para Little Voice fue una performance de Hilary de su Girl Can Rock tour.

## Versiones
En 2006 la agrupación mexicana RBD grabó una versión tanto en español como en portugués de "Little Voice", llamadas "Tu Dulce Voz" y "Sua Doce Voz" respectivamente, incluidas en los álbumes Celestial y Celestial (Versão Brasil).

## Posicionamiento
| Listas                | Posición |  |
| --------------------- | -------- |  |
| Australia ARIA Top 40 | 29       |  |
| Canadá Top 100        | 29       |  |

- Datos: Q373970